# Gubijinsō
Gubijinsō (虞美人草) è un film del 1935 diretto da Kenji Mizoguchi.
Il soggetto è tratto dal romanzo di Natsume Sōseki del 1907, Il papavero selvatico (虞美人草).
Alcune fonti presentano il film con un titolo in italiano: Il papavero.

## Trama
Tomotaka Inoue, vedovo e ora professore in pensione, si reca a Tokyo con la giovane figlia Sayako nella speranza di farla sposare con Seizō Ono. Quest'ultimo, da bambino, solo al mondo, fu accolto in casa dal professore che lo allevò come un figlio, quindi si rivelò un brillante studente e lasciò cinque anni fa la casa per andare a Tokyo. Si fidanzò con Sayako, all'epoca sedicenne, e ora sta completando il suo percorso di studi con la tesi di dottorato.
Affittata una casa a Tokyo, il professore fa sì che Sayako e Seizō si incontrino per stare insieme, ma la ragazza nota con rammarico che Ono è cambiato e soprattutto risulta distante. Di fatti Ono, nominato tutore nella prestigiosa famiglia dei Kono, è in testa alle simpatie della bella ed esigente Fujio, ereditiera con le idee chiare.
La madre di Fujio spinge la figlia a convincere Seizō a farle la proposta, in quanto lo ritiene molto più promettente del suo fidanzato Hajime Munechika che ha fallito due volte l'esame per avviare la carriera diplomatica. Morto il marito, la madre di Fujio approfitta dell'inerzia dell'erede designato, il primogenito Kingo, che non vuole sposarsi e non brama le fortune di famiglia, e si adopera perché la figlia sia l'erede di tutto e faccia il miglior matrimonio possibile.
Quando Tomotaka Inoue chiede apertamente a Seizō di sposare sua figlia, quest'ultimo prende tempo. È combattuto tra le sue ambizioni di ascesa sociale e la riconoscenza verso il suo benefattore. Incarica Asai, anche lui ex studente di Inoue, di denigrarlo agli occhi del professore, ma questi, adirato, non si lascia ingannare e capisce che dietro c'è un voltafaccia di Ono, cui fa riferire di voler parlare di persona. 
Hajime Munechika, che finalmente ha superato l'esame da diplomatico e potrebbe aspirare legittimamente a sposare Fujio, incontra  Ono, che sa essere molto vicino alla sua promessa, ma che è anche suo amico, e gli appare inspiegabilmente depresso. Capita la situazione, Munechika convince Ono ad agire da uomo, prendendo una decisione di cui sentirsi degno. 
Seizō Ono sceglie così di correre incontro al professor Inoue e sua figlia Sayoko, che, delusi, erano già sul treno per tornare a casa.
Hajime Munechika affronta quindi Fujio, che informata della partenza di Ono, ripiega sul suo "vecchio" fidanzato, che a questo punto, memore anche delle parole del fratellastro di lei, rifiuta con sprezzo la proposta, avendo perso ogni considerazione della ragazza.

## Produzione
Ad interpretare il ruolo di Fujio sarebbe dovuta essere Isuzu Yamada. Essendo incinta di sua figlia, che diventerà anche lei attrice (Michiko Saga), il ruolo venne assegnato a Kuniko Miyake.